# Afección psicosomática
Las afecciones o enfermedades psicosomáticas pueden catalogarse de varias formas, pero se caracterizan por actuar comúnmente en el tejido tisular: piel, y órganos compuestos por tales tejidos como son los riñones y las capas internas o externas de la vía aérea (Ej.: laringe, faringe).
Un grupo de esta afecciones son los trastornos psicotóxicos (Donald Winnicott, Luis Chiozza, René Spitz, Marta Beckey) que son patologías psicosomáticas que se desarrollan durante el primer año de vida y que son producto de la relación diádica.

## Trastornos Psicotóxicos
Son síndromes producidos por la deformación de la relación objetal durante el primer año de vida y la madre actúa como toxina psíquica. Hay síndromas anobjetales y objetales.

### Clasificación de los Trastornos Psicotóxicos
1. Producidos por el Rechazo Primario Manifiesto (RPM): Shock Primario (único anobjetal) y Reflejo Invertido de Succión.
2. Solicitud Ansiosa Primaria (SAP): Cólico del Tercer Mes, Mericismo o Rumiación.
3. Hostilidad Materna Disfrazada de Angustia: dermatitis atópica, balanceo, juegos fecales, agresividad hipertímica.